# Leucospilomutilla

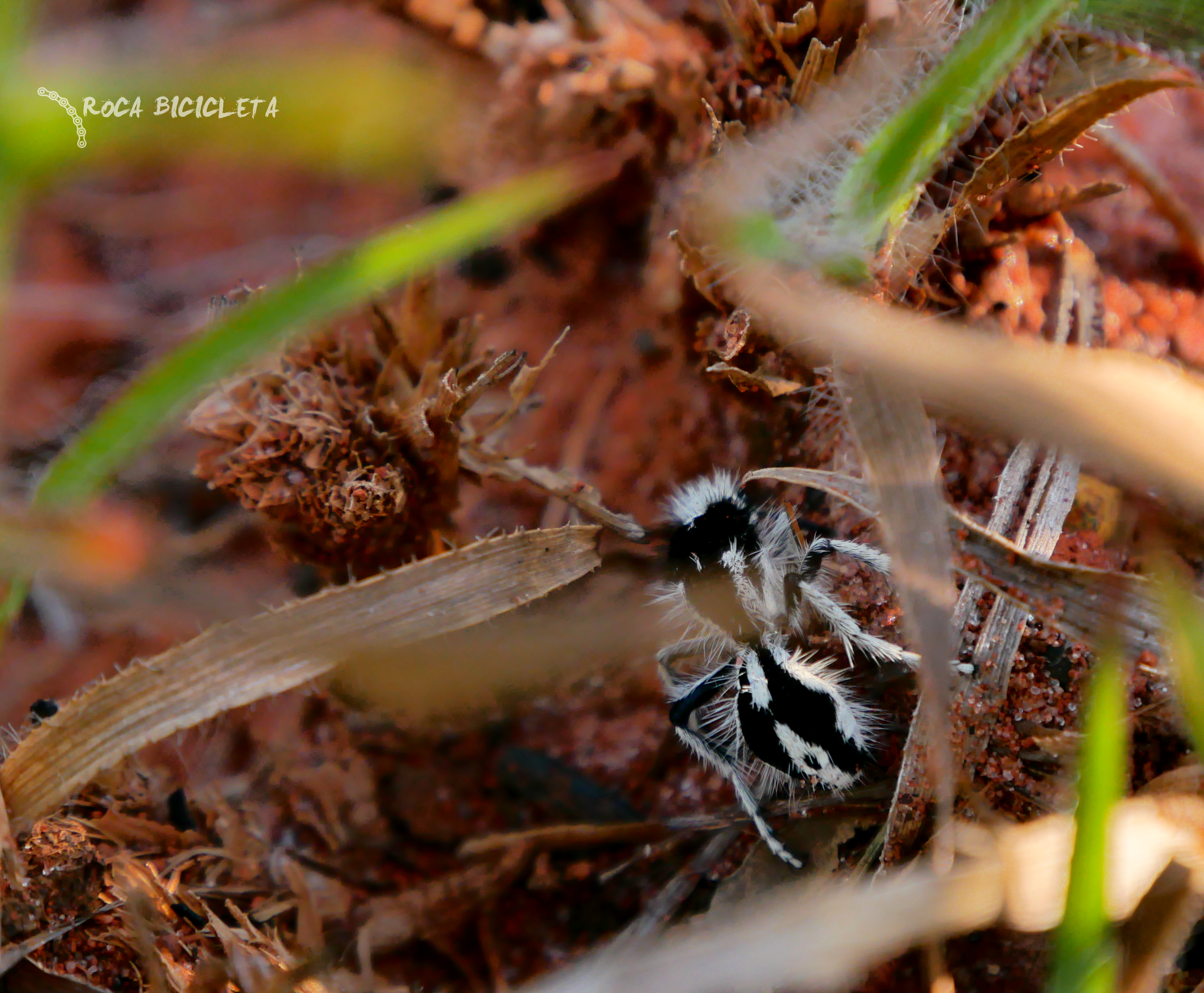
Leucospilomutilla cerbera

Leucospilomutilla (лат.) — род ос-немок (бархатных муравьёв) из подсемейства Sphaeropthalminae (триба Dasymutillini). Эндемик Южной Америки.

## Распространение
Неотропика. Род широко распространён в Южной Америке (Боливия, Бразилия, Парагвай).

## Описание
Основная окраска тела беловато-чёрная. Скутеллярная чешуя двулопастная; мезонотум вооружён четырьмя или пятью дорсолатеральными бугорками; вершина гипопигия с четырьмя шипами. Самок можно узнать по обильным щетинкам на теле, гладкому бугорку заднелатерально на темени, двулопастной скутеллярной чешуе, мезонотум вооружён латерально зубчатым выступом, войлочные волоски чёрные, а метасома отмечена только чёрным и беловатым сетчатым узором. Самцов можно узнать по наличию щетинки, приподнятому усечённому аксиллярному отростку, мезоплевре с латеральным зубовидным выступом, дорсовентрально уплощённому и субапикально контурированному парамеру и большому треугольному субапикальному вентральному зубцу вальвы пениса.

## Классификация
Род был впервые выделен в 1903 году с типовым видом, описанным в 1821 году под первоначальным названием Mutilla cerbera Klug, 1821. В 2017 году была разработана новая классификация ос-немок, где Sphaeropthalminae включает две трибы Sphaeropthalmini и Dasymutillini, а род Leucospilomutilla включён в последнюю из них.
- Leucospilomutilla cerbera (Klug, 1821)
  - =Mutilla cerbera Klug, 1821
- Leucospilomutilla chemea Casal, 1961[7]
- Leucospilomutilla staurogastra Suárez, 1973[3]